# Государственная граница Бангладеш
Госуда́рственная грани́ца Бангладеш — линия и проходящая по этой линии вертикальная поверхность, определяющие пределы государственной территории (суши, вод, недр и воздушного пространства) Бангладеш, пространственный предел действия государственного суверенитета Бангладеш. Протяжённость границы составляет 4.246 км.

## Сухопутные границы
Основная территория Бангладеш граничит по суше с двумя государствами-членами ООН.
| Государства | Длина границы (км) |
| ----------- | ------------------ |
| Индия       | 4.053              |
| Мьянма      | 193                |

## Морские границы
Длина береговой линии Бангладеш составляет 580 км.

## Сухопутные

### Индия
Протяжённость индо-бангладешского барьера составляет 4 000 километров. В настоящее время Индия занимается усилением заграждения с целью предотвращения нелегальной иммиграции и контрабанды оружия и наркотиков. Помимо барьера, были установлены прожекторы. Проект стоил 600 миллионов долларов США и должен был быть завершён в 2009 году. По состоянию на ноябрь 2007 года 25,29 км границы было закрыто барьером. Высота барьера составляет чуть меньше трёх метров.

### Мьянма
Вдоль границы двух стран протекает река Наф, через которую проходит контрабандная продукция и проложен незаконный транзитный маршрут. Бирманские власти строят вдоль границы бетонный забор с колючей проволокой, с целью недопущения незаконного пересечения границы. В 2010 году правительство Мьянмы сосредоточило большое количество воинских подразделений на границе с Бангладеш. В Международном трибунале по морскому праву решается вопрос о разграничении морских границ между двумя государствами.